# Voorkeurspelling
De voorkeurspelling (slechts één s) is de spelling die in België en Nederland werd ingevoerd met het Groene Boekje, naast de toegelaten spelling.
In 1946 (België) en 1947 (Nederland) kwam de eerste aanpassing van de spelling (na spelling volgens Matthias de Vries en Lammert Allard te Winkel, en in Nederland daarna de spelling-Marchant) voor het algemene gebruik.
Toen werd onder meer de -sch op het eind van woorden als mensch afgeschaft, en werden de lange klinkers ee en oo in open lettergrepen als e of o geschreven. 

## Groene Boekje

### Eerste uitgave
In 1954 werd het Groene Boekje uitgegeven als uitwerking van deze spelling. Dit boekje bevatte voor bastaardwoorden een 'voorkeurspelling' en een alternatieve 'toegelaten spelling'.

### Tweede uitgave
Een tweede versie van het Groene Boekje volgde in 1995. Onder meer de dubbelspelling (redactie/redaktie) werd afgeschaft en er kwamen nieuwe regels voor de inmiddels befaamde tussen-n: pannekoek werd bijvoorbeeld pannenkoek.

### Derde uitgave
In 2005 gaf de Nederlandse Taalunie een derde versie van het Groene Boekje uit. Dit leidde tot de nodige ophef en met name in de media gingen stemmen op om niet mee te gaan in de weer gewijzigde spellingsregels van deze derde versie. Het Genootschap Onze Taal had in 1998 een eigen spellingboekje uitgegeven, in de volksmond Het Witte Boekje geheten. En de Taalunie ging lang niet met alle wijzigingen van de derde uitgave van het Groene Boekje mee in de uitgave van het Witte Boekje die in 2006 verscheen. Sindsdien volgde de Nederlandse media veelal de spellingregels van het Witte Boekje, maar is daar ondertussen weer van afgestapt.